# 布朗菲爾德 (緬因州)
布朗菲爾德（英語：Brownfield）是一個位於美國緬因州牛津縣的鎮。

## 人口
根據2020年美國人口普查的數據，布朗菲爾德的面積為117.71平方千米，當中陸地面積為115.18平方千米，而水域面積為2.53平方千米。當地共有人口1631人，而人口密度為每平方千米14人。